# Twist (singel Goldfrapp)
„Twist” – utwór muzyczny brytyjskiego duetu Goldfrapp utrzymany w stylistyce electro-dance z 2003 roku. Został wydany jako trzeci singel z ich drugiego albumu, Black Cherry. Słowa piosenki dotyczą fantazji seksualnej na temat chłopaka pracującego w wesołym miasteczku, do którego Alison Goldfrapp czuła pociąg. Wyprodukowany przez Goldfrapp, spotkał się w większości z pozytywnymi recenzjami krytyków muzycznych i względną popularnością na liście sprzedaży w Wielkiej Brytanii. W USA piosenka osiągnęła 18. pozycję w zestawieniu Hot Dance Singles Sales.

## Lista śceżek
- Singel CD 1 (CDMUTE311)

1. „Twist” (Single Mix) – 3:33
2. „Yes Sir” – 3:57
3. „Deer Stop” (Live at Somerset House) – 4:20

- Singel CD 2 (LCDMUTE311)

1. „Twist” (Jacques Lu Cont’s Conversation Perversion Mix) – 6:48
2. „Forever” (Mountaineers Remix) – 3:54
3. „Twist” (Dimitri Tikovoï Remix) – 6:30

- DVD single (DVDMUTE311)

1. „Twist” (Live in London)
2. „Train” (Live in London) (audio)
3. „Strict Machine” (Live in London) (audio)

- Digital single (iMUTE311)

1. „Twist” (Kurtis Mantronik’s Twist & Shake Mix)

- CD single (USA) (9230-2)

1. „Twist” (Single Mix)
2. „Yes Sir”
3. „Deer Stop” (Live at Somerset House)
4. „Twist” (Jacques Lu Cont’s Conversation Perversion Mix)
5. „Twist” (Dimitri Tikovoï Remix)
6. „Twist” (Live in London Short Film Feat. Interview) (video)

## Notowania
| Kraj i lista                       | Pozycja |
| ---------------------------------- | ------- |
| Wielka Brytania (UK Singles Chart) | 31      |